# Asiagomphus pacificus
Asiagomphus pacificus är en trollsländeart som först beskrevs av Chao 1953.  Asiagomphus pacificus ingår i släktet Asiagomphus och familjen flodtrollsländor. IUCN kategoriserar arten globalt som livskraftig. Inga underarter finns listade i Catalogue of Life.